# 長谷インターチェンジ
長谷インターチェンジ（ながたにインターチェンジ）は、山口県山口市小郡下郷にある、山口宇部道路のインターチェンジである。
新山口駅在来線口への最寄りICである。

## 歴史
- 2011年7月31日 - 山口宇部道路朝田IC - 嘉川IC間延伸開通に伴い供用開始[2]。

## 周辺
- JR山陽本線・山口線・宇部線・山陽新幹線 新山口駅
- 山口県JA会館
  - 山口県信用農業協同組合連合会
- アルク小郡店
- 其中庵（種田山頭火が結庵した庵）

## 接続する道路
- 山口県道214号新山口停車場長谷線
- 国道9号（県道新山口停車場長谷線を介して間接接続）

## 料金所
無料区間につき料金所なし

## 隣
山口宇部道路
流通センターIC - (34-1)小郡JCT - 長谷IC - 嘉川IC